# Museu Molí Paperer de Capellades
El Museu Molí Paperer de Capellades està situat a l'antic molí paperer de Capellades, anomenat «Molí de la Vila», que conserva l'estructura pròpia dels molins del segle xviii. Es tracta d'un dels museus del paper més importants a escala internacional, on s'uneixen i es complementen la difusió del patrimoni històric i industrial paperer, gràcies a la continuïtat de la pràctica de l'activitat artesanal del paper fet a mà. Aquesta dualitat li dona el seu caràcter únic. Conserva un important fons, format principalment per eines, maquinària per a la realització del paper de manera tradicional, caràtules, tampons de fusta, papers i documents des del segle xii fins a l'actualitat. Actualment, és una secció del Museu de la Ciència i de la Tècnica de Catalunya.

## Història

### Context històric
A la península Ibèrica la fabricació del paper fou introduïda pels àrabs. Cap al 1150 Xàtiva acolliria el primer centre artesanal de paper d'Occident. Aquest coneixement s'estendria fins a Catalunya, on sorgirien també molins d'aigua per produir paper amb cànem i draps vells de cotó i lli. El comerç català va portar l'ús de paper altres zones europees, on també es crearien centres artesanals paperers, com el de Fabriano. Durant els segles XV i XVI, la competència italiana i francesa va fer perdre quota de mercat a les papereres catalanes i valencianes. Durant el segle XVI, les papereres catalanes van revifar i es van crear nous molins paperers, vinculats a molins fariners i batans de drap formant petits nuclis de producció a l'entorn de l'aigua.
El 1632, hi havia el Molí del Turó a la Pobla de Claramunt considerat el primer molí paperer del riu Anoia. El 1788, l'atorgament del monopoli del mercat americà als paperers catalans impulsà el creixement d'aquest sector, consolidant-se així les zones papereres de l'Anoia, la Riba, d'Olot i Banyoles. En aquest moment, el nucli de l'Anoia passa a ser el més important de tot l'Estat.

### Capellades i el paper
Els molins que formaven el nucli de Capellades eren: Molí de la Vila, Molí d'en Fages, Molí d'en Fructuós, Molí de Cal Tillo, Molí Cal Castells, Molí Cal Mata, Cal Sapara, Ca l'Anton, Molí Xic, Molí Cal Gats, Molí d'en Farreres, Molí d'en Pau Vidal, Molí d'en Pere-Joan, Molí Cal Almirall, Molí d'en Tortet, Molí la Molina. Aquests són anomenats els Molins de la Costa. Tots ells rebien l'energia hidràulica necessària per funcionar gràcies al Rec del Corronaire, que sortia de la Bassa i travessava diversos salts per tota la població, aprofitant el desnivell del terreny fins al riu Anoia. A la regió de Capellades va sorgir el paper d'ensigarrar (de paper de fumar), que ràpidament seria copiat per altres papereres catalanes i valencianes. Així s'obria el mercats de les cigarretes. Una gran part de la producció es dedicava a l'exportació a les Amèriques. Durant ells segles XVIII i XIX Catalunya va ser una de les grans productores de paper del món, en especial de paper de fumar juntament amb València.

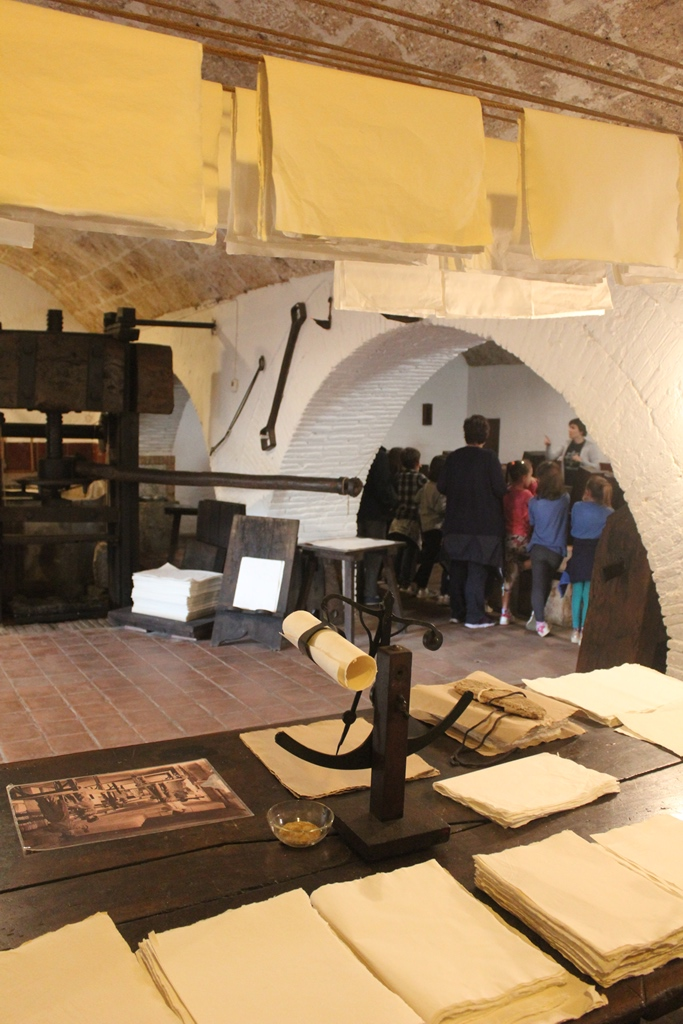
Assecar el paper

El Molí de la Vila fabricava paper de barba, paper fet a mà amb fibres de lli o cotó elaborat amb la forma on les barbes són la part de pasta que queda pel perímetre d'aquesta.
A principis del segle xx, el molí encara quedava fora de la vila i va albergar dues escoles públiques i part de la col·lecció de l'Abric Romaní. El 1941, Antoni Romaní i Caballé i Llorenç Miquel Serra van començar a establir contactes amb antics industrials del paper amb l'objectiu de crear un museu sobre el tema. Amb la col·laboració de l'Ajuntament de Capellades i el gremi de fabricants de paper de Catalunya es va fundar el museu el 1958, tot i que es va inaugurar el 1961. A partir de 1982, s'integrà a la Xarxa de Museus Comarcals i es vinculà al Museu de la Ciència i de la Tècnica de Catalunya impulsat per la Generalitat de Catalunya.

## Descripció

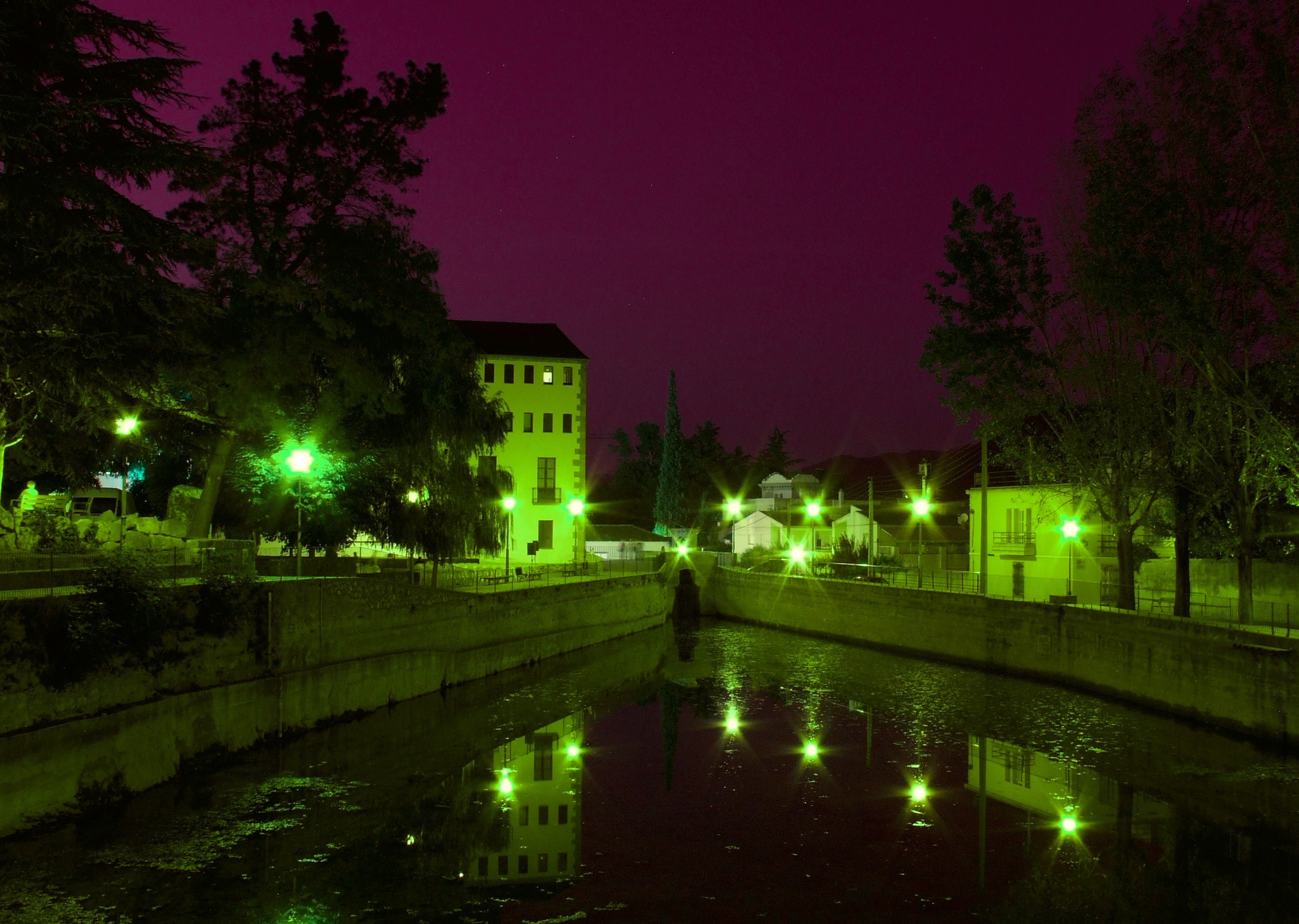
Vista nocturna de la bassa i el museu

El Molí Paperer de Capellades està catalogat om a bé cultural d'interès nacional. Té l'estructura típica dels edificis coneguts com a molí paperer: base rectangular i plantes altes calades de finestretes que deixaven pas a l'aire que eixugava l'estesa del paper mullat, eixit de la tina i escorregut a la premsa.
Al costat es troba la Bassa del Molí de la Vila, llac alimentat per una font d'aigua que subministra 540.000 l/hora. L'aigua prové de l'aqüífer Carme-Capellades i surt per tres brolladors.
L'exposició principal explica la història del paper des del sistema més tradicional a les tecnologies emprades al segle xxi. Al soterrani, on encara es continua fabricant paper a mà, es pot observar tota la maquinària original utilitzada per al procés artesanal de realització del paper. A la planta del Mirador és on s'organitzen exposicions d'obres d'artistes contemporanis que treballen amb el paper.